# Teresa Villarreal
Teresa Villarreal González née en 1883 à Nuevo León au Mexique et décédée à une date inconnue à San Antonio, Texas, est une activiste ouvrière révolutionnaire et féministe, qui soutient le Parti Libéral Mexicain (PLM) pendant la révolution mexicaine de 1910 à 1917.  

## Biographie
Son père, Prospero Villarreal Zuazua, fonde la Société des travailleurs de Lampazos, Nuevo León, Mexique en 1887 et plonge la famille dans l'activisme politique dès son plus jeune âge,. 
La sœur de Teresa Villarreal González est Andrea Villarreal, révolutionnaire, journaliste, féministe mexicaine et également membre éminent du Parti Libéral Mexicain. Son frère est Antonio Irineo Villarreal González, homme politique mexicain et président de la Convention Révolutionnaire Souveraine. 
Teresa Villarreal González soutient le Parti Libéral Mexicain qui s'oppose à la dictature du président Porfirio Díaz (1876–1911). En avril 1901, alors âgée de 18 ans, elle est forcée de fuir le Mexique avec son père, sa sœur et ses frères pour le Texas, en raison de la répression de leur activité par le régime Diaz. En février 1905, ils déménagent à St. Louis, Missouri, profitant de l'Exposition Universelle qui y a lieu et attire une communauté de radicaux de diverses causes. Là, ils développent des relations amicales avec des organisations américaines qui partagent les mêmes intérêts, tels que le Parti socialiste, la Fédération américaine du travail (AFL) et les travailleurs industriels du monde - IWW. 
En 1909, Teresa Villarreal González et sa sœur Andrea Villarreal  trouvent un environnement fertile à San Antonio, au Texas, pour répandre leurs idées contre la dictature du régime Diaz à travers la presse mexicaine en exil qui sert la communauté mexicaine du sud des États-Unis. Là, elle publie deux journaux : le journal féministe La Mujer Moderna (La femme moderne, 1910) et le révolutionnaire El Obrero (The Worker). 
Alors que les hommes à la tête du Parti Libéral Mexicain sont constamment sous surveillance, les sœurs Villareal, et d'autres femmes comme elles, jouent un rôle clé dans la cause révolutionnaire. Elles effectuent des tâches telles que la transmission de messages, de fournitures et de rapports de renseignement. Les femmes comme Andrea et Teresa Villareal ont assumé des responsabilités que les hommes redoutaient en raison des menaces accrues de la révolution. Les sœurs prononcent également des discours publics aux côtés de Mary Harris Jones, une militante syndicaliste et socialiste américaine, exigeant la libération des révolutionnaires mexicains emprisonnés à San Antonio.

## Postérité
Teresa Villarreal González  fait partie des femmes citées dans l’œuvre féministe The Dinner Party de Judy Chicago réalisée de 1974 à 1979.